# Lola Falana
Lola Falana (ur. 11 września 1942 w Camden w New Jersey) – amerykańska aktorka i tancerka

## Życiorys
Jej ojciec był kubańskim emigrantem. Dzieciństwo spędziła w Filadelfii, gdzie uczyła się tańczyć i śpiewać. Na kilka dni przed maturą wbrew woli rodziców przeprowadziła się do Nowego Jorku, gdzie rozpoczęła karierę artystyczną.
Została odkryta w jednym z nocnych klubów przez Sammy’ego Davisa Juniora, który powierzył jej rolę w broadwayowskim musicalu – Golden Boy. Od 1967 roku robiło się o niej głośno w Europie, gdzie nazywana była Czarną Wenus. W 1970 roku debiutowała w amerykańskim filmie The Liberation of L.B. Jones. Za tę rolę została nominowana do nagrody Złotego Globu za debiut roku. Była pierwszą aktorką zatrudnioną przez Billa Cosby'ego w The New Bill Cosby Show. Pod koniec lat 70. XX w. znajdowała się u szczytu kariery. Została okrzykniętaprzez kogo? Królową Las Vegas, a jej honoraria plasowały się najwyżej w tym mieście – oferowano jej nawet 100 tys. dolarów za tydzień występów.
W 1987 roku zdiagnozowano u niej stwardnienie rozsiane. Wskutek choroby miała sparaliżowaną lewą część ciała, a także częściowo utraciła wzrok, głos i słuch. Pewnego dnia obejrzała film dokumentalny o Medziugorie i postanowiła wybrać się tam z pielgrzymką. Jej stan zdrowia polepszył się. Uznano, że podczas jednego z objawień została cudownie uzdrowiona. Nie powróciła do pracy zawodowej. Poświęciła się modlitwie i działalności charytatywnej. Jest fundatorką apostolatu o nazwie The Lambs of God Ministry (Posługa Bożych Baranków) na rzecz osieroconych dzieci z Afryki. W 2013 r. wystąpiła w filmie dokumentalnym hiszpańskiego reżysera Juana Manuela Cotelo Mary’s Land.